# Robert Ludlum’s Das Bourne Komplott
Robert Ludlum’s Das Bourne Komplott (engl. Robert Ludlum’s The Bourne Conspiracy) ist ein auf dem Bourne-Universum basierendes Videospiel für die Xbox 360 und die PlayStation 3. In Deutschland erschien der Third-Person-Shooter am 27. Juni 2008. Der Sierra-Entertainment-Titel wurde von High Moon Studios entwickelt, der Publisher ist Vivendi Games.

## Videospiel
Bei der Videospiel-Adaption handelt sich allerdings nicht – wie vielleicht zu vermuten – um eine Filmumsetzung, sondern um eine Anlehnung an die Bücher des 2001 verstorbenen Robert Ludlum. Daher ist der Hollywood-Akteur Matt Damon, der Bourne in den Filmen verkörpert, nicht in das Spiel implementiert. Der Schauspieler leiht dem Videospiel-Pendant weder sein Aussehen noch seine Stimme.
Robert Ludlum’s Das Bourne Komplott soll voraussichtlich den ersten Teil einer Bourne-Spiele-Trilogie darstellen und sich dabei inhaltlich sowohl an den Bestsellern von Robert Ludlum als auch an den ersten der drei Bourne-Filme – Die Bourne Identität (2002) – orientieren.
Aus den bisherigen Presseberichten geht hervor, dass analog zu den Film- und Buchvorlagen eine actionbetonte Handlung im Vordergrund steht. Der Spieler schlüpft in die Rolle des Elite-Regierungsagenten Jason Bourne, der einst von der CIA zum Profikiller ausgebildet wurde. Der eigens für das Spiel von Tony Gilroy (Drehbuchautor der drei Bourne-Filme) konzipierten Story merkt man die Anlehnung an den ersten Teil der Film-Trilogie an: Der Agent treibt halbtot im Meer vor Marseille und wacht mit einer Amnesie am Strand auf. Fortan muss der Spieler in Person von Bourne vor den Kulissen von Marseille, Zürich und Paris das Geheimnis seiner Identität lüften.
Die mehrere Level umfassende Demo illustriert die drei verschiedenen Spielmodi des Titels. Im ersten Level wird der Spieler in die Kampftechniken des Spiels eingeführt und kämpft sich mit seinen Fäusten den Weg aus einem Konsulatsgebäude frei. Der zweite Level spielt sich wie ein 3rd-Person-Shooter. Im Anschluss daran steuert der Spieler einen Mini Cooper durch Paris.

## Zensuren der deutschen Version
Das Ragdollverhalten (vor allem bei Leichen) wurde stark eingeschränkt. Es ist nicht mehr möglich, Gegner aus einem fahrenden Zug oder aus dem Flugzeug zu werfen. Das Geräusch von berstenden Knochen ist nicht mehr zu hören. Entgegen früheren Vermutungen wurden die Bluteffekte nicht reduziert. So spuckt Bourne ebenso wie sein Gegenüber Blut, die Gesichter sind vom Kampf gezeichnet, und Schüsse erzeugen Blutwolken. Auch bei den Schuss-Takedowns sind Blutspritzer an den Ein- und Austrittswunden zu erkennen. Die Menge des Blutes sowie die Häufigkeit ist identisch mit der unzensierten Version.

## Rezeption
Das Spiel erhielt von 360 Live 8,5 von 10 Punkten und von games.tm ebenso. Die Durchschnittswertung der deutschsprachigen Magazine liegt für die Xbox-360-Version bei 76/100, für die PS3-Version bei 75/100.
Critify.de Wertung (Durchschnitt aller deutschen Magazine): 75 für beide Versionen.